# Jiro Takeda
Jiro Takeda (født 18. september 1972) er en tidligere japansk fodboldspiller.
Han har spillet for flere forskellige klubber i sin karriere, herunder Cerezo Osaka og Vissel Kobe.